# Cmentarz wojenny nr 307 – Łąkta Dolna

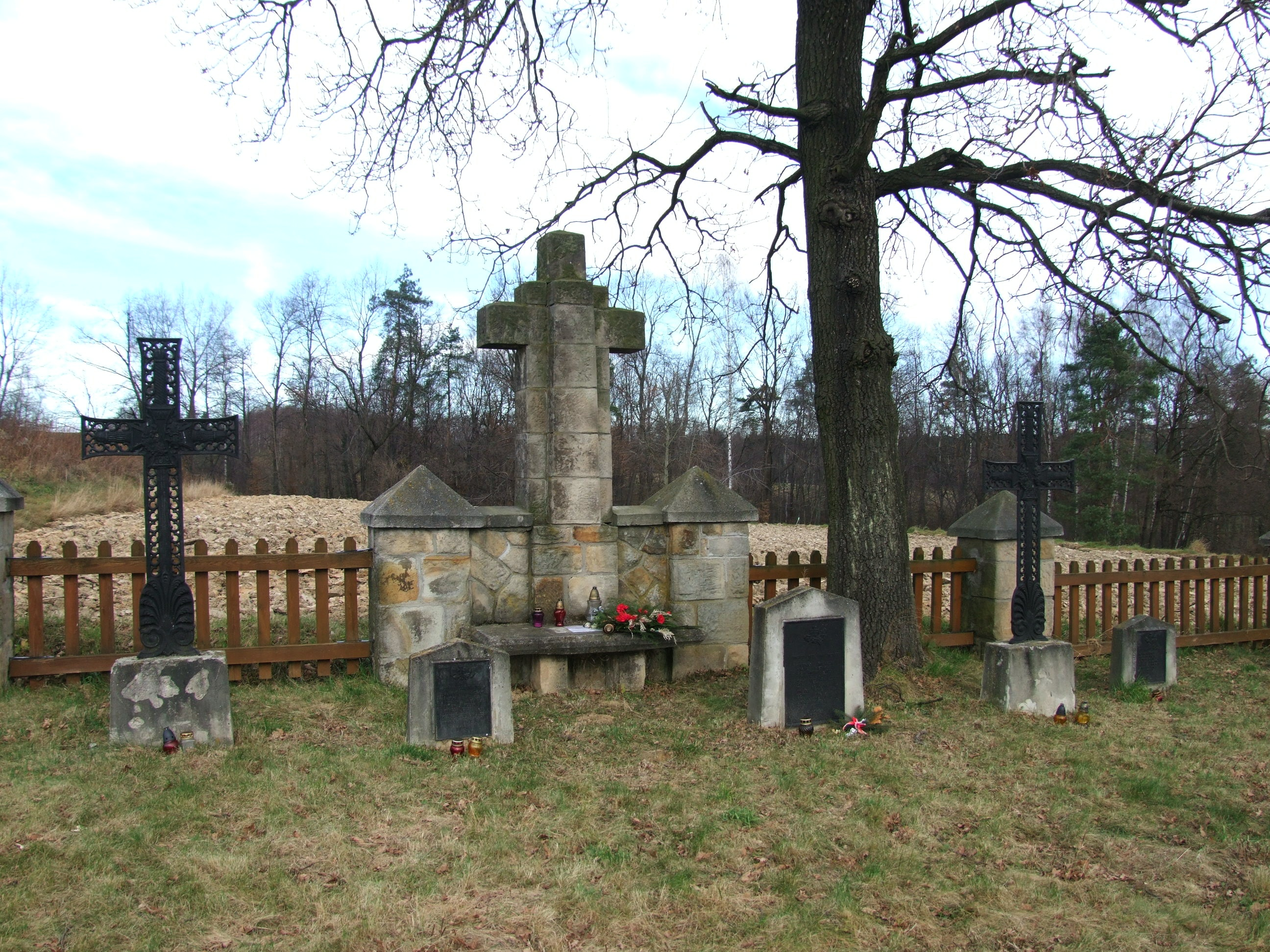
Fragment cmentarza

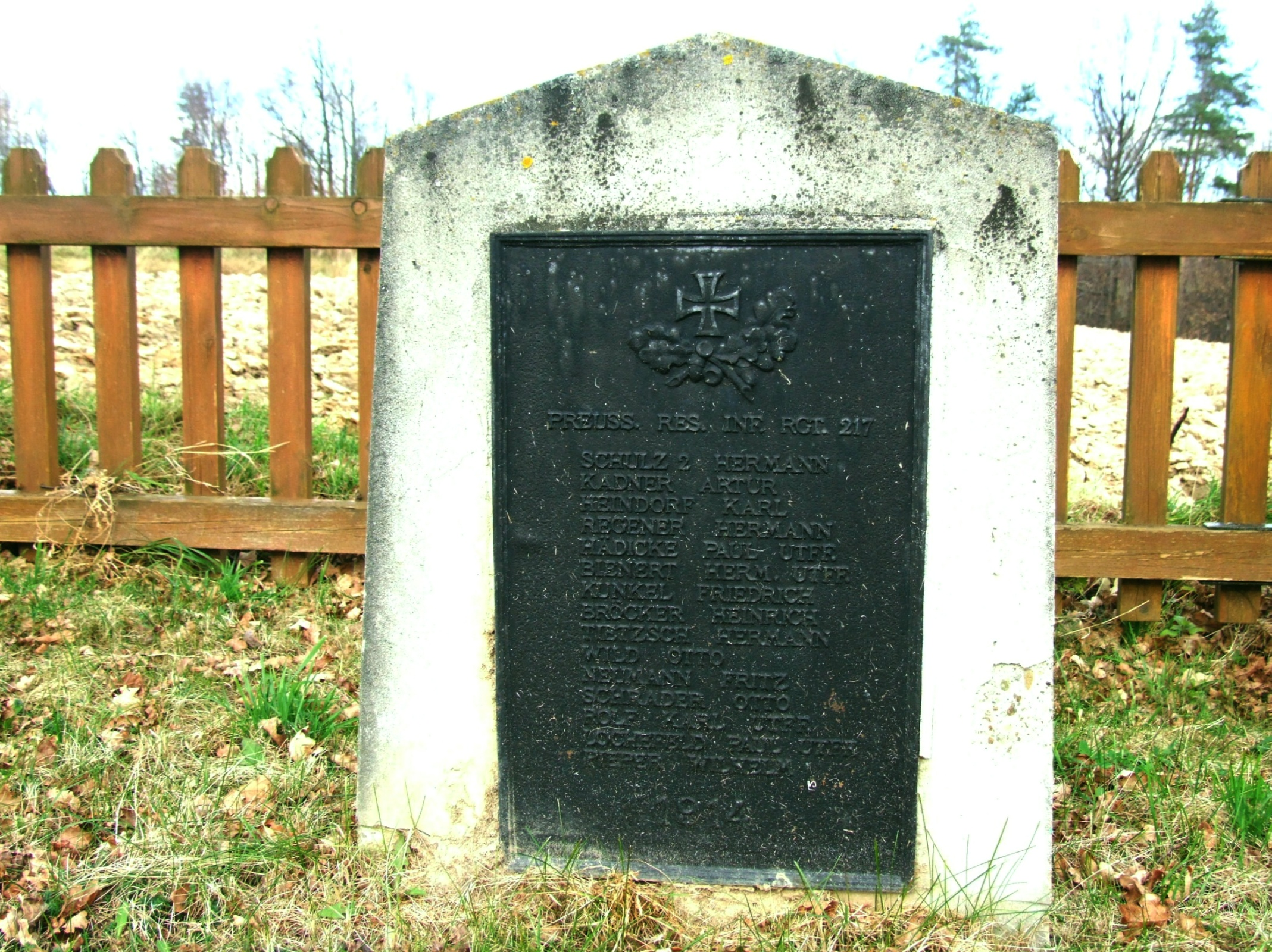
Stela z nazwiskami żołnierzy

Cmentarz wojenny nr 307 – Łąkta Dolna – cmentarz z I wojny światowej znajdujący się we wsi Łąkta Dolna w województwie małopolskim, w powiecie bocheńskim, w gminie Trzciana. Jest jednym z 400 zachodniogalicyjskich cmentarzy wojennych zbudowanych przez Oddział Grobów Wojennych C. i K. Komendantury Wojskowej w Krakowie. Z tej liczby w okręgu bocheńskim cmentarzy jest 46, w Łąkcie Dolnej 3.

## Położenie
Znajduje się na wzgórzu zwanym „Nagórze”, na wysokości 330 m n.p.m. Położony jest z dala od zabudowań, na odkrytym terenie pół uprawnych. Dzięki temu roztacza się z niego na południe szeroka panorama widokowa na szczyty Beskidu Wyspowego. Zaraz obok niego, bliżej lasu, znajduje się drugi cmentarz wojenny z tej bitwy (nr 306), nieco dalej, za lasem są jeszcze dwa inne: nr 305 i nr 308. Do tych 4 cmentarzy prowadzi od głównych szos gruntowa droga Łąkta Dolna – Leszczyna. Można na nią wejść w Leszczynie z drogi nr 966 Muchówka – Leszczyna – Łapanów, kierując się na południe, lub od szosy biegnącej przez Łąktę Dolną, kierując się na północ (tutaj odcinek początkowy jest asfaltowany). Miejsca, w których należy skręcić z głównej szosy na tę boczną drogę oznakowane są oryginalnymi betonowymi tablicami na betonowym słupku.

## Historia
Pochowano tutaj 56 żołnierzy armii niemieckiej, którzy zginęli 6-7 grudnia 1914 w czasie operacji limanowsko-łapanowskiej. Byli żołnierzami 217, 219 i 220 pruskiego rezerwowego pułku piechoty. Wszyscy znani są z nazwiska. Na okolicznych polach Łąkty Dolnej i w zalesionych jarach oddziały 47 pruskiej dywizji piechoty w krwawych bojach bez skutku usiłowały zdobyć silnie umocnione pozycje żołnierzy armii rosyjskiej gen. Radko Dmitrijewa. Sprzymierzone wojska austriacko-niemieckie odniosły jednak sukces na innych odcinkach frontu, co zmusiło Rosjan do wycofania się dalej na wschód. W walkach tych obydwie strony poniosły duże straty i w okolicach znajduje się wiele cmentarzy wojennych. Wszystkie wykonali Austriacy jeszcze w czasie trwania działań wojennych, gdy tylko wyparli Rosjan dalej na wschód.
Cmentarz ten (i pobliskie cmentarze nr 304, 305 i 306) urządzono bezpośrednio na polu bitwy. Zamysł projektantów był taki, by ludzie odwiedzający te cmentarze mogli zobaczyć również pole bitwy i uzmysłowić sobie zaciętość i dramatyczność walki.

## Opis cmentarza
Jest to niewielki cmentarz (108 m²) na planie prostokąta. Ogrodzenie tworzą murowane z kamienia niskie i masywne słupki, nakryte betonowymi daszkami. Pomiędzy słupkami znajduje się niski, ale masywny drewniany płot. Wejście przez niską drewnianą furtkę. Głównym elementem dekoracyjnym jest stojąca przy jednej ze ścian ogrodzenia murowana z kamienia ściana pomnikowa z krzyżem również murowanym z kamienia i betonową ławeczką. Obok niej są na betonowych cokołach dwa ażurowe żeliwne krzyże. Na złączeniu ramion krzyży umieszczono krzyże maltańskie zwieńczone liśćmi laurowymi. Nagrobki ozdobione są betonowymi stelami z żeliwnymi tablicami, na których wytłoczono krzyże maltańskie i nazwiska pochowanych żołnierzy. Na cmentarzu, przy ogrodzeniu rośnie jeden dąb.

## Losy cmentarza
W okresie Polski międzywojennej cmentarz jako nowy był jeszcze w dobrym stanie. Po II wojnie ranga cmentarza w świadomości społeczeństwa i ówczesnych władz zmalała, przybyły bowiem nowe, świeższe cmentarze i dramatyczne historie nowej wojny. Cmentarz ulegał w naturalny sposób niszczeniu przez czynniki pogody i roślinność. Dopiero od lat 90. zaczęto dbać o cmentarze z I wojny światowej. W 1994 cmentarz został wciągnięty na listę zabytków nieruchomych. W 2000 gmina Trzciana wykonała kapitalny remont cmentarza. Trawa na cmentarzu jest koszona i cmentarz jest na bieżąco pielęgnowany, również przez młodzież szkolną. W Święto Zmarłych młodzież szkolna zapala na cmentarzu znicze, a corocznie w październiku organizuje rajdy szlakami cmentarzy. W gminie Trzciana akcję tę zainicjował Tadeusz Olszewski, nauczyciel gimnazjum.